# Georges Migot
Georges Elbert Migot (27. februar 1891 i Paris – 5. januar 1976 i Levallois, Paris, Frankrig) var en fransk komponist og digter. 
Han var elev af Vincent d´Indy og Charles-Marie Widor. Han blandede neoklassisk stil med elementer fra barokken.
Migot skrev 14 symfonier i en meget okkult stil. han var en slags fransk Havergal Brian (engelsk komponist), han skrev ligeledes 3 operaer, 6 oratorier og et væld af kammermusik.
Han var desuden kunstmaler, og digter, og levede et tilbagetrukket liv. 

## Udvalgte værker
- Symfoni nr. 1 "Agrestides" (1919–1922) - for orkester
- Symfoni nr. 2 (1927) - for orkester
- Symfoni nr. 3 (1943–1949) - for orkester
- Symfoni nr. 4 (1946–1947) - for orkester
- Symfoni nr. 5 "Kirkens Symfoni" (1955) - for strygeorkester
- Symfoni nr. 6 (1944–1951) - for strygeorkester
- Symfoni nr. 7 (1948–1952) - for kammerorkester
- Symfoni nr. 8 (1954) - for 15 blæsere  2 kontrabasser
- Symfoni nr. 9 (19?) -for strygeorkester (ufuldendt)
- Symfoni nr. 10 (1962) - for orkester
- Symfoni nr. 11 (1963) - for blæserorkester
- Symfoni nr. 12 (1954–1964) - for orkester
- Symfoni nr. 13 (1967) - for orkester
- "Lille" Symfoni "Lænket" (I tre satser) (1970-1971) - for strygeorkester
- "Dialog" (1922-1925) - for klaver og orkester
- "Dialog" (1922-1927) - for cello og orkester
- Klaverkoncert (1962-1964) - for klaver og orkester
- "Stjernetegn" (1931-1939) - for orkester
- "Junglen" (1928-1932) (Polyfoni) - for orgel og orkester
- "Preludie for en digter" (1929) - for orkester
- "Hugoromo" (1922) – teatermusik
- "3 Dialoger" (1922, 1923, 1925) - for violin og klaver
- "7 små billeder af Japan" (1917) - for stemme og klaver